# Educació física

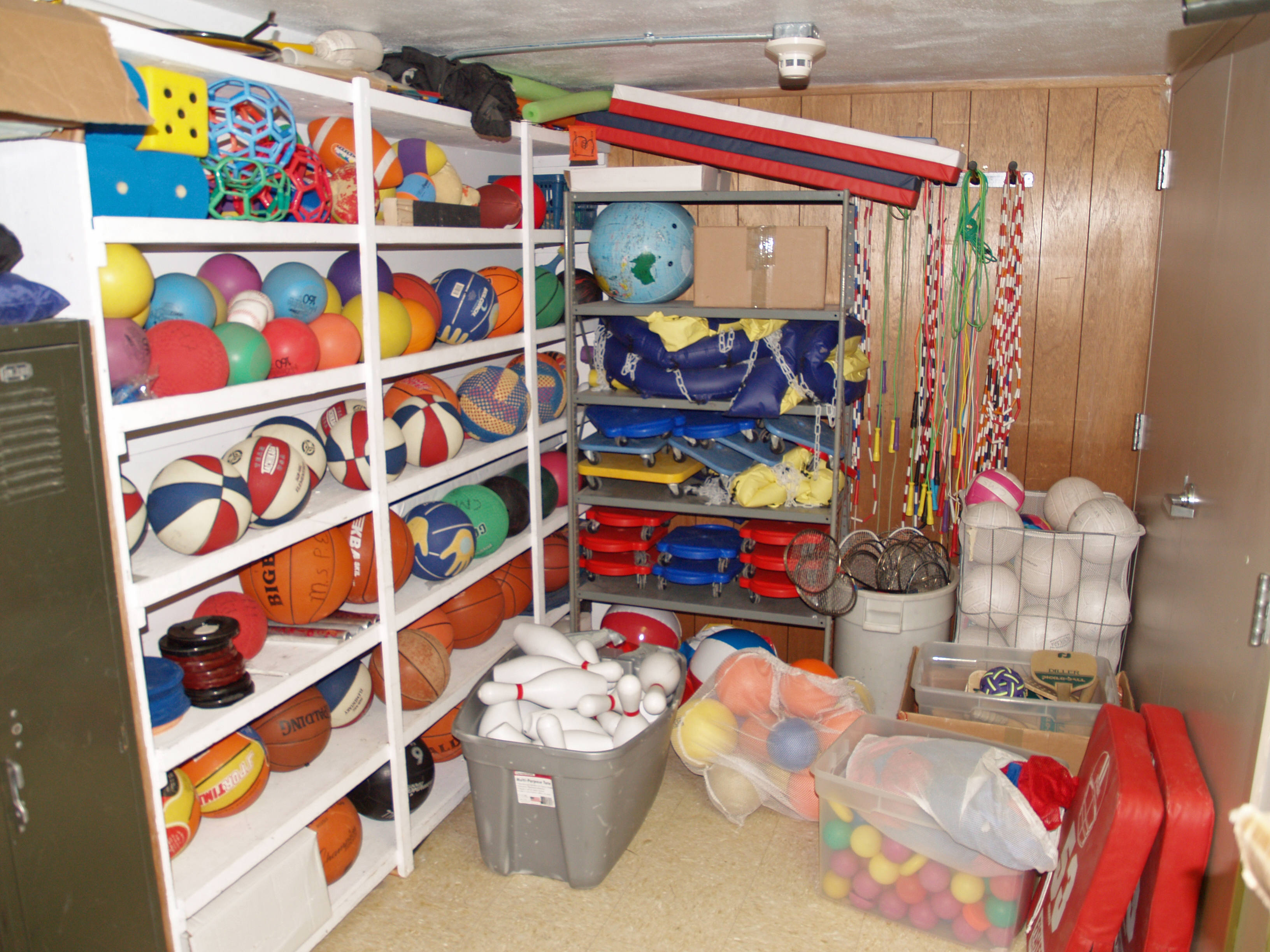
Sala de material d'educació física.

L'educació física és el cultiu metòdic d'exercicis adequats que tenen per objectiu desenvolupar i enfortir el cos humà, fent més àgils i eficaços els seus moviments, millorant la funcionalitat del sistema cardiorespiratori, de l'aparell locomotor, equilibrant el sistema nerviós i proporcionant molts beneficis per a la salut.

## Accepcions
El terme educació física inclou diverses accepcions com:
1. L'exercici físic en general com esports, jocs actius... qualsevol tipus d'activitat física que impliqui exercici vigorós com el trot, bicicleta… el moviment amb finalitat expressiva (aeròbic, dansa…) i qualsevol exercici amb propòsits relacionats amb aquests tipus d'activitats (pesos, gimnàstica suau...)
2. L'ensenyament d'aquesta activitat per un professor o altres persones (per exemple, un pare que ensenya a nedar al seu fill)
3. L'aprenentatge d'activitats físiques que es produeix en xiquets, adults o persones de qualsevol edat.
4. El resultat real o desitjat que s'obté d'aqueixes pràctiques.
5. Una disciplina o camp d'investigació que constitueix el seu cos de coneixement.
6. Una professió que basa la seva pràctica professional en el cos de coneixements desenvolupats.

L'abast formatiu de l'educació física comprèn tres grans dimensions: 
1. Educació entorn del moviment: basat en continguts conceptuals, empírics i informatius.
2. Educació a través del moviment: basat en la formació de valors com la responsabilitat, solidaritat, actituds i normes.
3. Educació en el moviment: el "saber com" o coneixement pràctic d'habilitats, capacitats, destreses, etc.

## L'educació física en el sistema educatiu català
La matèria d'educació física té un paper primordial en el desenvolupament de les competències bàsiques centrades en la cura del cos i de la salut, en la millora corporal i la forma física, i en l'ús constructiu del temps lliure mitjançant la pràctica d'activitats esportives. Per tant, aquesta es considera com a fonamental en l'educació obligatòria, ja que contribueix al desenvolupament personal i a la millora de la qualitat de vida, que són finalitats bàsiques. Aquesta matèria, obligatòria en el currículum, persegueix que els alumnes:
- Assoleixin un bon desenvolupament personal a través del treball i cura del propi cos i la motricitat, al mateix temps que es reflexioni sobre el sentit i els efectes de l'activitat física.
- Siguin capaços de donar resposta a necessitats que els portin cap al benestar personal i promoguin un estil de vida saludable i de qualitat.
- Arribin a una pràctica d'hàbits saludables que contribueixin a "sentir-se bé" amb el mateix cos, a la millora de l'autoestima i el desenvolupament del benestar personal.
- Assoleixin la competència comunicativa a través de l'experimentació amb el cos i el moviment com a instruments d'expressió i comunicació.
- Assoleixi la competència social per mitjà de l'adquisició de valors com el respecte, l'acceptació o la cooperació, que seran transferits a l'activitat quotidiana.

### Educació primària
L'ensenyament i l'aprenentatge de l'educació física en l'etapa de l'educació primària ha de fonamentar-se en l'adquisició d'aquells coneixements, habilitats i competències relacionades amb el cos i la seva activitat motriu que contribueixen al desenvolupament integral de la persona i a la millora de la qualitat de vida. La reflexió sobre el sentit i els efectes de l'activitat motriu; el desenvolupament d'hàbits saludables, regulars i continuats; i el sentir-se bé amb el mateix cos constitueixen principis valuosos de l'acció educativa i contribueixen a la millora de l'autoestima. L'educació física és una de les vuit competències que l'alumnat ha de desenvolupar a l'educació bàsica i que emmarquen el currículum. Els continguts d'educació física de cada cicle s'organitzen en cinc apartats:
- El cos: imatge i percepció
- Habilitats motrius i qualitats físiques bàsiques
- Activitat física i salut
- Expressió corporal
- El joc

L'àrea d'educació física en aquesta etapa té com a objectiu el desenvolupament de les capacitats següents:
1. Conèixer, acceptar i valorar el mateix cos i l'activitat física com a mitjà d'exploració per l'elaboració de l'autoimatge, l'autoestima i l'autoconfiança.
2. Apreciar els efectes beneficiosos envers la salut de l'exercici físic i de l'adquisició d'hàbits higiènics, alimentaris i posturals.
3. Utilitzar el coneixement del propi cos, les capacitats físiques i les habilitats motrius per resoldre i adaptar el moviment a les necessitats o circumstàncies de cada situació.
4. Seleccionar i aplicar de forma eficaç i autònoma, principis i regles per resoldre problemes motors en la pràctica d'activitats físiques.
5. Participar en jocs com a element d'aproximació als altres, seleccionant les accions i controlant la seva execució, prèvia valoració de les pròpies possibilitats.
6. Regular i dosificar l'esforç, assolint un nivell d'autoexigència d'acord amb les pròpies possibilitats i les característiques de la tasca.
7. Explorar les possibilitats i recursos expressius del propi cos per comunicar sensacions, emocions i idees.
8. Compartir i gaudir de l'exercici físic i de l'expressió i comunicació corporal en col·lectivitat mitjançant el joc, la dansa i qualsevol activitat física que comporti el desenvolupament de la persona.
9. Participar en activitats físiques compartint projectes, establint relacions de cooperació per assolir objectius comuns sense discriminacions, per mitjà de la participació solidària, tolerant, responsable i respectuosa i resolent els conflictes mitjançant el diàleg.
10. Conèixer i valorar la diversitat d'activitats físiques, lúdiques i esportives com a elements culturals, propis i d'altres cultures, mostrant una actitud crítica tant des de la perspectiva de participant com de públic

### Educació secundària
A secundària, els continguts s'organitzen en quatre apartats:
- Condició física i salut
- Jocs i esports
- Expressió corporal
- Activitats en el medi natural

La matèria d'educació física a l'educació secundària obligatòria té com a objectiu el desenvolupament de les capacitats següents:
1. Conèixer els trets que defineixen una activitat física saludable i els beneficis que l'activitat física comporta per a la salut individual i col·lectiva.
2. Valorar la pràctica regular d'activitat física com a mitjà de millora de la salut i de la qualitat de vida.
3. Fer activitats físiques dirigides a la millora de l'eficiència i la riquesa motriu i la millora de la condició física per respondre davant de diferents situacions
4. Manifestar autonomia en l'organització i planificació de l'activitat física, consolidada com hàbit de vida saludable.
5. Conèixer les normes principals de seguretat i mesures preventives i actuar amb respecte i cura de l'entorn en les activitats en el medi natural.
6. Practicar diferents activitats físiques, esportives i recreatives en l'àmbit de la competició i en el tempsde lleure per a la millora de la condició física.
7. Utilitzar el cos com a eina de comunicació, expressió i creació.
8. Valorar les capacitats individuals, acceptar les diferències individuals i potenciar l'afany de millora personal.
9. Mostrar habilitats i actituds de respecte, treball en equip i esportivitat en la participació d'activitats, jocs i esports, independentment de les diferències culturals, socials i d'habilitat.
10. Adoptar una actitud crítica davant del tractament del cos, l'activitat física i l'esport en la societat actual i valorar-ne els aspectes positius.